# Lohrsdorf
Lohrsdorf ist ein Stadtteil und Ortsbezirk der Stadt Bad Neuenahr-Ahrweiler im Landkreis Ahrweiler in Rheinland-Pfalz. Zum Ortsbezirk Lohrsdorf gehört auch der Stadtteil Green.

## Geschichte
Lohrsdorf wurde bereits 828 urkundlich erstmals erwähnt. Zu der bis zur am 7. Juni 1969 in Kraft getretenen rheinland-pfälzischen Kommunalreform eigenständigen Gemeinde Lohrsdorf gehörten die heutigen Stadtteile Lohrsdorf und Green. Zur Gemarkung Lohrsdorf gehörte auch die Ruine der Reichsburg Landskron sowie die Wüstung Kurl (auch Köhlerhof genannt, heute Golfplatz).
Lohrsdorf war im Laufe seiner Geschichte von zahlreichen Ahr-Hochwassern betroffen, zuletzt vom Hochwasser 2021 an der Ahr.

## Politik

### Ortsbezirk
Lohrsdorf ist zusammen mit Green einer von zehn Ortsbezirken der Stadt Bad Neuenahr-Ahrweiler. Der Stadtteil wird von einem Ortsbeirat sowie einem Ortsvorsteher vertreten.

### Ortsbeirat
Der Ortsbeirat besteht aus fünf Mitgliedern, die bei der Kommunalwahl am 9. Juni 2024 in einer personalisierten Verhältniswahl gewählt wurden, und dem ehrenamtlichen Ortsvorsteher als Vorsitzendem.
Die Sitzverteilung im Ortsbeirat:
| Wahl | SPD | CDU | Grüne | Gesamt  |
| ---- | --- | --- | ----- | ------- |
| 2024 | –   | 4   | 1     | 5 Sitze |
| 2019 | 1   | 4   | –     | 5 Sitze |
| 2014 | 1   | 4   | –     | 5 Sitze |
| 2009 | 1   | 4   | –     | 5 Sitze |

### Ortsvorsteher
Hans-Jürgen Juchem (CDU) wurde 1991 Ortsvorsteher von Lohrsdorf. Bei der Direktwahl am 26. Mai 2019 wurde er mit einem Stimmenanteil von 80,79 % und am 9. Juni 2024 als einziger Bewerber mit 69,2 % jeweils für weitere fünf Jahre in seinem Amt bestätigt.

## Verkehr

### Schienenverkehr
Mit dem Neubau des Haltepunkts Heimersheim/Lohrsdorf entlang der Ahrtalbahn (KBS 477) Remagen – Ahrbrück erhielt Lohrsdorf auf seinem Stadtviertelgebiet direkten Anschluss an den Personalnahverkehr der „Rhein-Ahr-Bahn“ (RB 30) und der „Ahrtalbahn“ (RB 39). Der neue barrierefreie Haltepunkt löste damit im Dezember 2024 den ehemaligen Haltepunkt und Bahnhof Heimersheim ab, der im Zuge der Ahrflut 2021 stark beschädigt und anschließend nicht vollwertig restauriert wurde.

## Schulen
In Heimersheim gibt es eine Grundschule. In dem 1974 erbauten Gebäude werden 140 Schüler aus den Stadtteilen Ehlingen, Gimmigen, Green, Heimersheim, Heppingen, Kirchdaun und Lohrsdorf unterrichtet. Außerdem war dort bis zum Schuljahr 2013/14 auch ein Schulkindergarten angegliedert.

## Trivia
Lohrsdorf war die erste Gemeinde in Rheinland-Pfalz mit einer Bürgermeisterin: Maria Hubertine Mülligann (1911–1988) trat das Amt im Januar 1961 an und bekleidete es bis zur Eingemeindung 1969, danach war sie bis 1979 Ortsvorsteherin. Ihr ehemaliger Grabstein wurde als Gedenkstein beibehalten.